# Base Henryk Arctowski

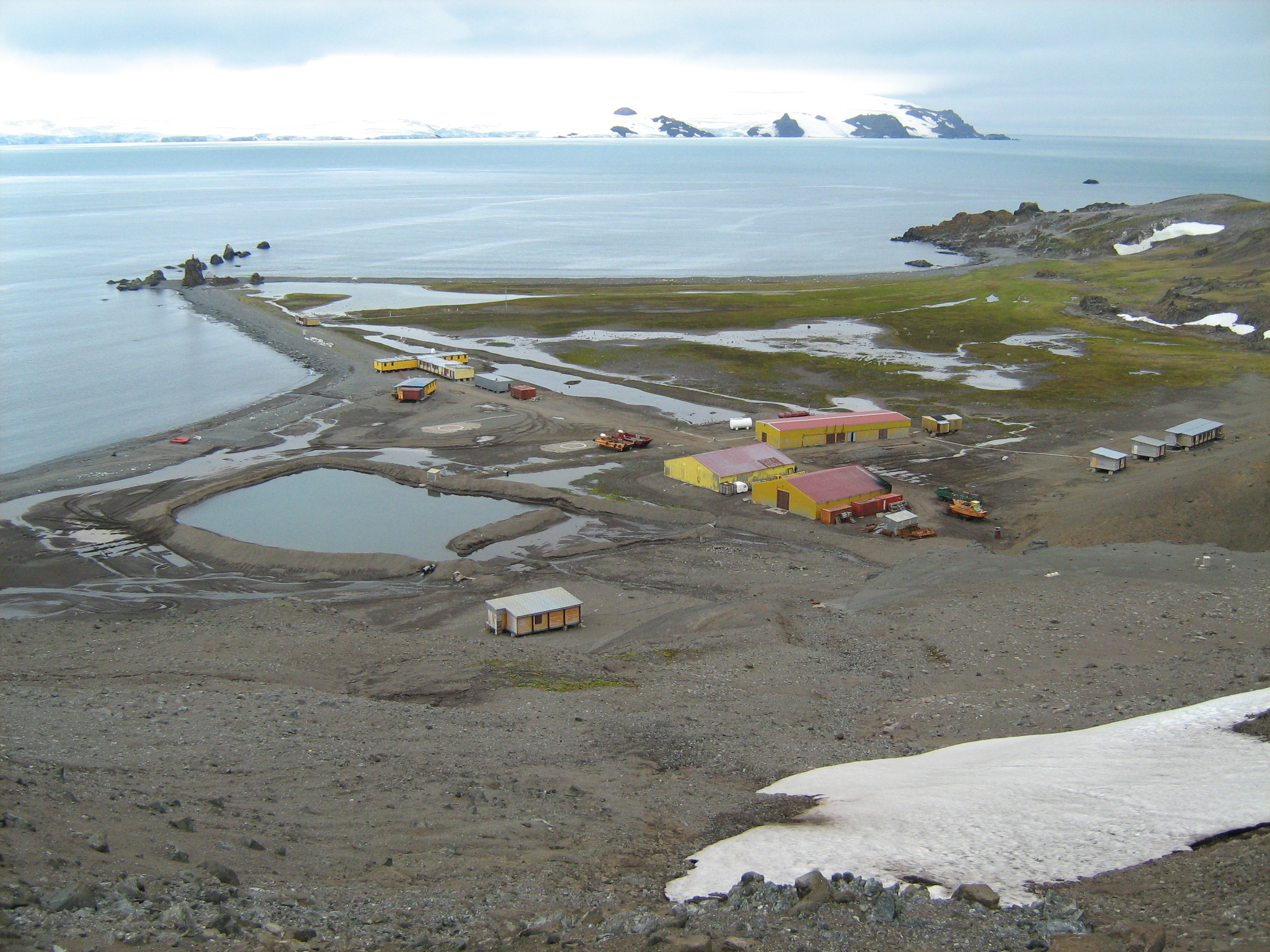
Vista general de la base.

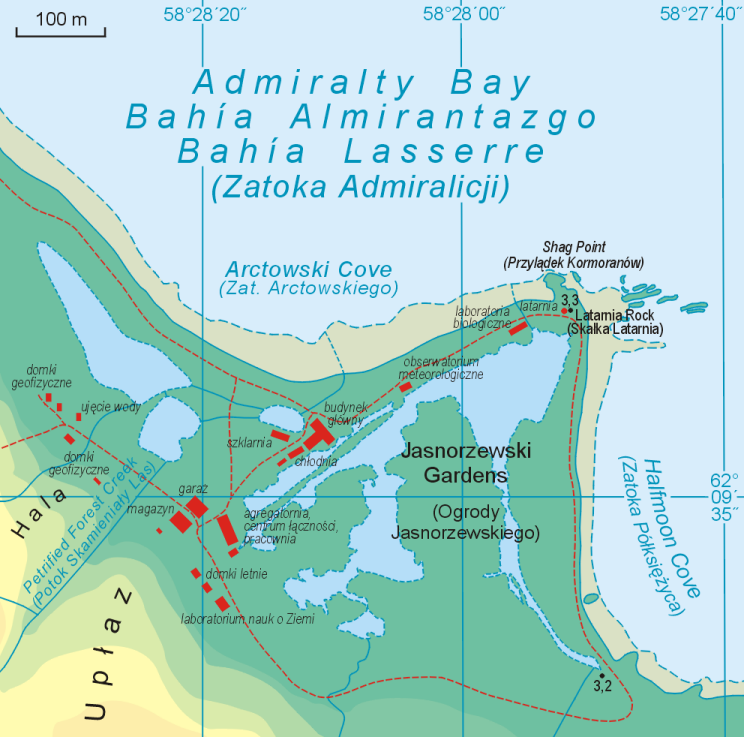
Mapa de Base Arctowski.

La Estación Antártica Polaca Henryk Arctowski o Base Henryk Arctowski (en polaco: Polska Stacja Antarktyczna im. Henryka Arctowskiego) es una estación de investigación científica permanente de Polonia ubicada en la punta Rakusa de la bahía Almirantazgo (o Lasserre) de la isla Rey Jorge (o isla 25 de Mayo) en las Shetland del Sur en la Antártida.
Lleva el nombre Henryk Arctowski (1871-1958), quien acompañó a Adrien de Gerlache como meteorólogo en la expedición del RV Belgica.
La primera base polaca en la Antártida fue la Base A. B. Dobrowolski, ex Base Oasis que la Unión Soviética le transfirió el 21 de enero de 1959. Se ubicaba en el oasis Bunger 66°17′27″S 100°44′41″E / -66.29083, 100.74472 en la costa Knox de la Tierra de Wilkes. Solo fue ocupada por unas pocas semanas, y entre el 22 de febrero y el 17 de marzo de 1979 fue reactivada, pero sus ocupantes debieron evacuarla. 
Polonia volvió a establecer una base en la Antártida el 26 de febrero de 1977, cuando inauguró la Base Henryk Arctowski. Esta base es administrada por la Academia Polaca de Ciencias, y sus principales investigaciones se centran en biología marina, oceanografía, geología, geomorfología, glaciología, meteorología, climatología, sismología, magnetismo, y ecología
En noviembre de 2011 se debió socorrer a personal científico polaco en el refugio antártico Anca de León (o Lions Rump), el cual se quedó sin suministro eléctrico, contando para ello con el apoyo de personal y traslados del aviso ARA Suboficial Castillo de la Armada Argentina.

## Refugios dependientes
- Refugio Demay, 62°13′00″S 58°26′30″O / -62.21667, -58.44167 ubicado en la caleta Paradise a 10 km de Henryk Arctowski. Tiene capacidad para 4 personas.

- Refugio Valle Italiano, 62°09′41″S 58°28′10″O / -62.16139, -58.46944 ubicado en la bahía Almirantazgo a 5 km de Henryk Arctowski. Tiene capacidad para 2 personas.

- Refugio Lions Rump (o Anca de León), 62°06′S 58°05′O / -62.100, -58.083 ubicado en la bahía Rey Jorge a 35 km de Henryk Arctowski. Tiene capacidad para 4 personas.[3]

## Sitio y Monumento Histórico
La tumba del fotógrafo naturalista polaco Włodzimierz Puchalski, coronada por una cruz de hierro, se encuentra en una colina al sur de la Base Henryk Arctowski a 62°13′S 58°28′O / -62.217, -58.467. Puchalski murió el 19 de enero de 1979 en el transcurso de la filmación de un documental sobre la naturaleza en las inmediaciones de la base. La tumba y la cruz han sido designadas como Sitio y Monumento Histórico SMH-51 Tumba de Puchalski, a propuesta de Polonia en una reunión consultiva del Tratado Antártico en 1985.